# Imljani
Imljani és un lloc poblat al municipi de Skender Vakuf, Bòsnia i Hercegovina. El cens del 2013 tenia 920 habitants.
| Imljani2013: Total = 788 habitants |                |                |                |
| Any del cens                       | 1991           | 1981           | 1971           |
| Serbis                             | 1,544 (98.65%) | 2,044 (98.83%) | 2,052 (99.37%) |
| Bosnians                           | 3 (0.19%)      | 1 (0.04%)      | 0              |
| Croats                             | 1 (0.06%)      | 6 (0.29%)      | 5 (0.24%)      |
| Iugoslaus                          | 5 (0.31%)      | 2 (0.09%)      | 0              |
| Resta                              | 12 (0.76%)     | 15 (0.72%)     | 8 (0.38%)      |
| Total                              | 1,565          | 2,068          | 2,065          |